# وليام كرون
وليام كرون (بالإنجليزية: William Croone)‏ (15 سبتمبر 1633 - 12 أكتوبر 1684) كان طبيبًا إنجليزيًا وواحدًا مِن زملاء الجمعية الملكية.

## الحياة
وُلِد في لندن في 15 سبتمبر 1633، وقُبِل في 11 ديسمبر 1642 لمدرسة ميرشانت تايلورز [الإنجليزية]، تم قبوله في 13 مايو 1647 كمتقاعد من كلية ايمانويل، كامبريدج، تخرج مِن البكالوريوس في عام 1651، وحصل على درجة الماجستير في عام 1654، بعد حصوله على الدرجة الأولى في الفنون، تم انتخابه للزمالة.
في عام 1659 تم اختياره كأستاذ للبلاغة في لندن، وأثناء توليه هذا المنصب روج لمؤسسة الجمعية الملكية، التي اجتمع أعضاؤها هناك. في اجتماعهم الأول بعد أن شكلوا أنفسهم في هيئة منتظمة، في 28 نوفمبر 1660، تم تعيينه أمين لسجلهم، واستمر في هذا المنصب حتى منح ميثاقهم، والذي بموجبه جون ويلكنز وهنري أولدنبورغ تم ترشيحهم كأمناء مشتركين، في 7 أكتوبر 1662، تم تعيينه دكتورًا في الطب في كامبريدج بموجب تفويض ملكي. تم اختياره كأحد الزملاء الأوائل في الجمعية الملكية في 20 مايو 1663، بعد منح ميثاقهم، وكثيرًا ما كان يجلس في المجلس، في 25 يونيو من نفس العام تم قبوله كمُرشح في كلية الأطباء الملكية، في عام 1665 زار فرنسا، حيث تعرف على العديد من الرجال البارزين والمعلمين.
عينته شركة الجراحين في 28 أغسطس 1670، محاضرًا في تشريح العضلات، على التوالي لتشارلز سكاربورو، وشغل هذا المنصب حتى وفاته، بعد فترة وجيزة من تعيينه فيها استقال من أستاذه في كلية جريشام، في 29 يوليو 1675، بعد أن انتظر اثني عشر عامًا لشغل وظيفة شاغرة، تم قبوله كزميل في كلية الأطباء الملكية، اكتسب ممارسة مكثفة ومربحة في الجزء الأخير من حياته، توفي في 12 أكتوبر 1684، ودُفِن في مدبنة سانت ميلدريد، دواجن، خطاب جنازته كان يخطب به جون سكوت، وتم نشرها.

## أعماله
قام بنشر "De ratione motus Musculorum" الترجمة:«عن طبيعة حركات العضلات»، في لندن عام 1664، وفي أمستردام عام 1667، وقراءة الأوراق إلى الجمعية الملكية، بما في ذلك «خطاب حول تكوين فرخ في البيضة قبل الحضانة» (28 مارس 1671)، يقول الدكتور جودال أن وليام كرون «قدم أكثر ملاحظات دي أووفو العبقرية والممتازة، قبل وقت طويل من وجود كتاب مالبيغيوس حول هذا الموضوع».

## الإرث
لقد كان مؤسس محاضرة كرونيان، ترك وليام كرون ورائه خطة لمحاضرتين: كان من المقرر قراءة محاضرة واحدة أمام كلية الأطباء، مع خطبة يتم الوعظ بها في كنيسة سانت ماري لو بو، والأخرى تُلقى سنويًا قبل الجمعية الملكية، على طبيعة وقوانين الحركة العضلية، ولكن نظرًا لأن إرادته لم تتضمن أي شرط لمنح هذه المحاضرات، فقد نَفَّذت أرملته نيته من خلال ابتكار وصية "the King's Head Tavern in Lambeth Hill, Knightrider Street"، كأمانة لمنفذيها لتسوية أربعة أجزاء من خمسة على كلية الأطباء لتأسيس المحاضرة السنوية التي تسمى الآن محاضرة كرونيان، والجزء الخامس عن الجمعية الملكية.
تزوجت زوجته مريم بعد وفاته، قامت السيدة سادلير (كما أصبحت) أيضًا، احترامًا لذكرى زوجها الأول، ويليام كرون، بتأسيس محاضرات الجبر التي تم تأسيسها بعد ذلك في بعض الكليات في كامبريدج، تحولت هذه المحاضرات المبكرة التي بدأت في عام 1710 في النهاية إلى أستاذ سادليريان للرياضيات البحتة في جامعة كامبريدج في عام 1860.

## عائلته
تزوج وليام كرون زوجته ماري ابنة ألدرمان جون لوريمر مِن لندن، بعد ذلك أصبحت زوجة السير إدوين سادلير، بارت، مِن تمبل دينسلي، هيرتفوردشاير، وتوفيت في 30 سبتمبر 1706.